# Station La Hacquinière
La Hacquinière is een station gelegen in de Franse gemeente Bures-sur-Yvette en het departement van Essonne.

## Geschiedenis in jaartallen
- 1957: Het station werd geopend als eigendom van het Parijse vervoersbedrijf RATP
- 29 december 1977: La Hacquinière werd onderdeel van RER B

## Het station
Het station is onderdeel van het RER-netwerk (Lijn B) en ligt voor Passe Navigo gebruikers in zone 5. La Hacquinière ligt aan RER-tak B4 en telt twee sporen en twee perrons. Het station is eigendom van het Parijse vervoersbedrijf RATP.

## Overstapmogelijkheid
- Noctilien
  - één buslijn

## Vorig en volgend station
| Richting                    | Vorig station  | Lijn  | Volgend station  | Richting                                             |
| --------------------------- | -------------- | ----- | ---------------- | ---------------------------------------------------- |
| Saint-Rémy-lès-Chevreuse B4 | Gif-sur-Yvette | RER B | Bures-sur-Yvette | Aéroport Charles de Gaulle 2 TGV B3 Mitry - Claye B5 |